# Émile Egger
Émile Egger (Parigi, 18 luglio 1813 – Royat, 30 agosto 1885) è stato un grecista, filologo classico e grammatico francese.

## Biografia
Dal 1840 al 1855, Egger è stato un professore assistente, e dal 1855 fino alla sua morte è stato professore di letteratura greca nella Faculté des Lettres dell'Università di Parigi. Nel 1854 Egger è stato eletto membro dell'Académie des Inscriptions e nel 1873 del Conseil supérieur de l'instruction publique.
Era un amico intimo di Wladimir Brunet de Presle, che ha aiutato nella stesura di Papyrus grecs du musée du Louvre et de la bibliothèque impériale, pronunciato nell'elogio del 1875.

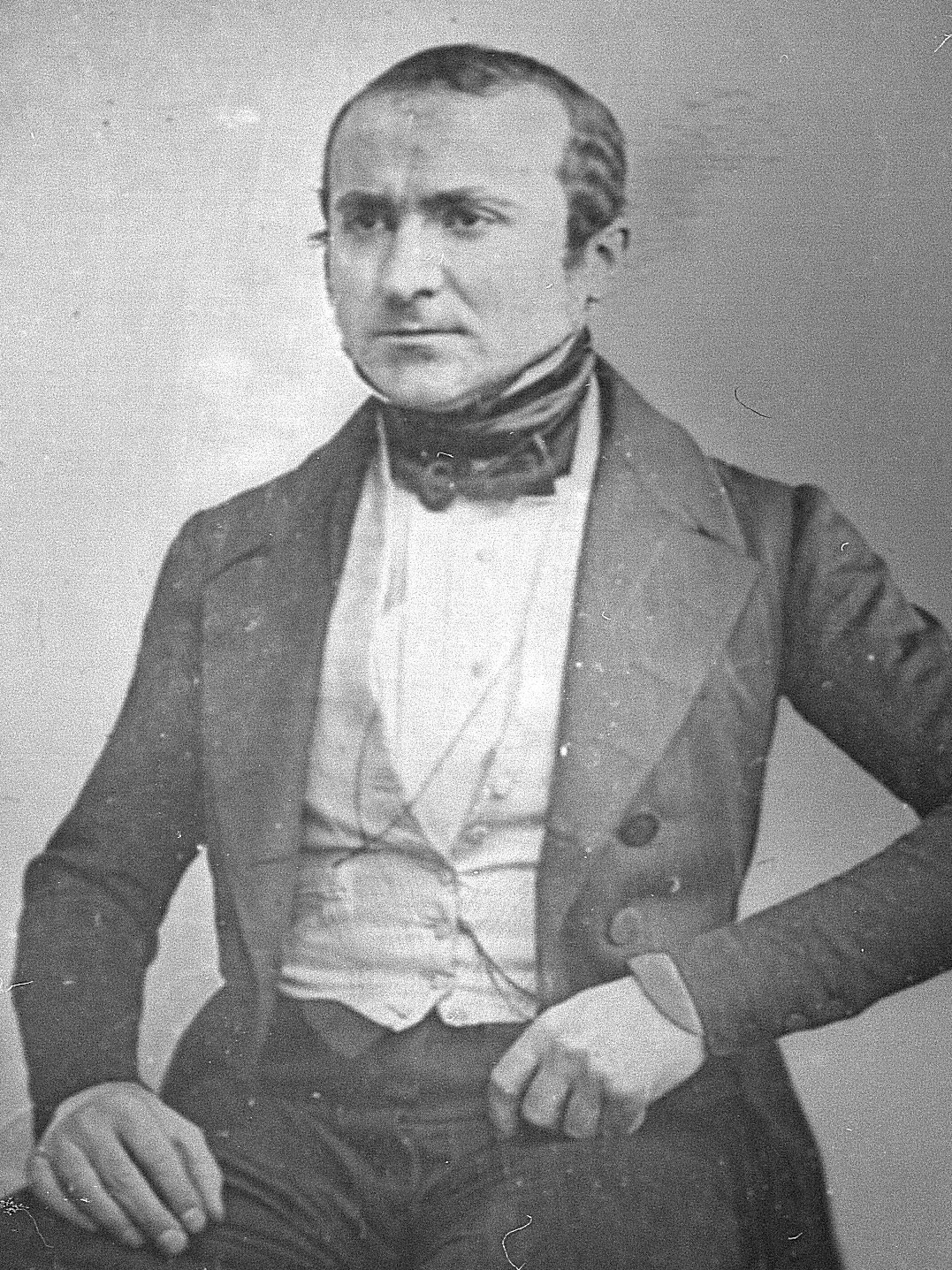
Auguste-Émile Egger, 1844

Egger è morto nel 1885, e fu sepolto presso il Cimitero di Montparnasse a Parigi.

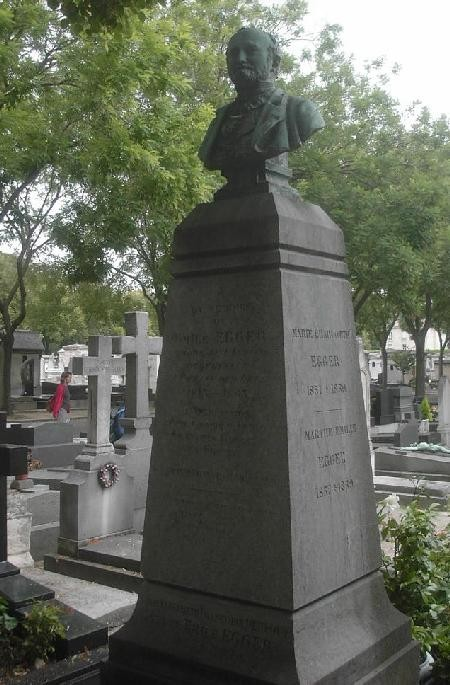
Tomba di Egger a Parigi

## Opere principali
- Essai sur l'histoire de la critique chez les Grecs (1849)
- Notions élémentaires de grammaire compare (1852)
- Apollonius Dyscole, essai sur l'histoire des théories grammaticales dans l'Antiquité (1854)
- Mémoires de littérature ancienne (1862)
- Mémoires d'histoire ancienne et de philologie (1863)
- Les Papyrus grecs du Musée du Louvre et de la Bibliothèque Impériale (1865)
- Études sur les traits publics chez les Grecs et les Romains (1866)
- L'Hellénisme en France (1869)
- Observations et réflexions sur le développement de l'intelligence et du langage chez les enfants (1879)
- La Littérature grecque (1890).